# Jean de Bussière
Jean de Bussière (Alvernia, 1310/1320 – Avignone, 4 settembre 1376) è stato un cardinale francese.

## Biografia
Nacque in Alvernia, probabilmente tra il 1310 ed il 1320.
Papa Gregorio XI lo elevò al rango di cardinale nel concistoro del 20 dicembre 1375.
Morì il 4 settembre 1376 ad Avignone.